# خانه سهرابی
خانه سهرابی مربوط به دوره قاجار است و در اصفهان، منطقه رهنان، خیابان اباذر، بن‌بست شهید احمد عسگری واقع شده و این اثر در تاریخ ۲۰ اسفند ۱۳۸۵ با شمارهٔ ثبت ۱۸۱۱۱ به‌عنوان یکی از آثار ملی ایران به ثبت رسیده است.